# Wijchen-Noordoost
Wijchen-Noordoost is een statistische CBS-wijk in het noordoosten van de gemeente Wijchen. De wijk telt 4900 inwoners.
Ten noorden van deze wijk ligt de wijk (en voormalige dorp) Woezik.